# 夕陽西下
《夕陽西下》是一部於1968年上映的臺灣電影，本片由林福地執導、主演陣容包含陽明、張清清及金塗，該電影及《琉球之戀》由瑞昌影業公司與日本熊谷映畫株式會合作同期攝製，全片於沖繩取景，該片也是臺灣少數留存的1960年代彩色片臺語電影之一。

## 劇情大綱
在琉球的沙灘上，夕陽西下之時，落魄的臺籍中年牧師景文情不自禁地以畫筆描繪出日籍少女靜子凝視大海的身影，並將畫作贈與她。嚮往自由戀愛的靜子，不願順從父母的安排嫁給當地的富家子弟，於是勇敢地投向景文的懷抱。然而，他們的關係不僅受到年齡與身份的阻礙，更受到社會輿論的壓力。更深層的，是景文內心長年累積的創傷——那來自二戰結束後，臺灣人與日本人被強制遣返時留下的傷痕...

## 演員
- 陽明[1]
- 张清清
- 金塗
- 周遊[2]
- 素珠
- 大平勝
- 石原澄子

## 製作人員
- 導演：林福地
- 編劇：吳非宋
- 監製：林秋土
- 製片：楊火龍
- 副導演：吳茂盛
- 攝影：林贊庭
- 錄音：洪宏
- 剪輯：胡士俊
- 音樂：曾仲影
- 作曲：曾仲影
- 照明：林盛吉
- 化粧：楊錦

## 製作
《夕陽西下》及《琉球之戀》原為國民政府推動的「宣慰僑胞」計畫的一部分，旨在向旅美臺灣菁英傳遞政治信息。當時，政府希望透過這些僑胞發揮影響力，以支持對中國的外交策略。外交部與新聞局因此指定拍攝符合此情境的電影。
據本導演林福地回憶，當時他加入了李翰祥創辦的國聯影業公司，然而因公司內部計畫延宕，他轉而接下基隆市遠東戲院所創設瑞昌影業公司的《夕陽西下》與《琉球之戀》兩部作品。由於國民黨政府限制台語片使用彩色底片，林福地尋求與日本合作，以獲取彩色底片的拍攝資源。基於基隆市與琉球之間的良好關係，雙方促成了合作，最初預計只拍攝一部，但由於成本考量，最終決定連續製作兩部作品，另有日本導演西條文喜執導之《我的太陽》（太陽は俺のものだ）一部。
對於《夕陽西下》與《琉球之戀》，原本日方提供了劇本與編劇，但林福地認為內容與臺灣民情不符，因而加以拒絕，改由臺灣方面主導劇本發展。劇本改由林福地親自撰寫。受到琉球當地離別與送亡儀式的啟發，他構思出《夕陽西下》的開場戲，談及片中的哭戲，林福地強調要求演員真情流露：「我所以眼淚都是真眼淚，點藥水我就不要。」
該片完成後，據當時宣傳資料，曾製作國語、台語、日語三聲道配音版本。

## 尋回
《夕陽西下》與《琉球之戀》上映後，由於膠卷損毀，長期被認為是亡佚電影。直到2019年，舊金山唐人街Four Star戲院的經營者Frank Lee家族收藏的膠卷庫存中發現了這些作品。據悉，該家族早期經常親赴臺灣、香港購買35mm電影拷貝並運回美國放映。然而，隨著數位放映技術興起，數百卷拷貝長年存放於戲院舞台下方，直至2019年才聯繫國家電影及視聽文化中心洽談購藏事宜。典藏人員從中發現多部臺灣已散佚的作品，其中便包含《夕陽西下》與《琉球之戀》。
2023年10月27日，國家電影及視聽文化中心於「世界影音遺產日」期間，首映《夕陽西下》、《琉球之戀》數位修復版，並舉辦修復成果發表會。導演林福地與藝人吳靜嫻等人出席。
2025年2月27日，《夕陽西下》、《琉球之戀》於第二屆沖繩環太平洋國際電影節首度回到拍攝地沖繩放映，周遊亦受邀親臨影展並分享當年的拍攝經歷。

### 來源
1. ↑  屬於臺灣人的文化寶庫｜國家文化記憶庫2.0. . 國家文化記憶庫 2.0.   [2025-03-31] （中文（繁體））.
2. ↑  聯合新聞網. . 琅琅悅讀.   [2025-03-31]. （原始内容存档于2025-04-01） （中文（臺灣））.
3. ↑  BIOS monthly. . www.biosmonthly.com.   [2025-03-31]. （原始内容存档于2024-12-04）.
4. ↑  施昇輝. . 琅琅悅讀.   [2025-03-31]. （原始内容存档于2025-04-01） （中文（臺灣））.
5. ↑  September 7, G. Allen Johnson; September 8, 2021Updated:; 2021; Pm, 3:33. . Datebook | San Francisco Arts & Entertainment Guide.   [2025-03-31] （美国英语）.
6. ↑  . 鏡新聞. 2024-07-22  [2025-03-31]. （原始内容存档于2025-04-01） （中文（繁體））.
7. ↑  中央通訊社. . 中央社 CNA. 2023-10-27  [2025-03-31] （中文（臺灣））.
8. ↑  新北報導, 呂尚儒 莊浚佑 /. . 公視新聞網 PNN. 2023-10-27  [2025-03-31]. （原始内容存档于2025-04-01） （中文（繁體））.
9. ↑  項貽斐. . 鏡週刊 Mirror Media. 2023-10-27  [2025-03-31] （中文（繁體））.
10. ↑  . Cinema at Sea ｜沖縄環太平洋国際映画祭.   [2025-03-31] （日语）.
11. ↑  鍾志均. . 自由時報. 2025-01-28y  [2025-03-31]. （原始内容存档于2025-04-01） （中文（臺灣））.
12. ↑  . www.taiwantimes.com.tw. 2025-02-24  [2025-03-31]. （原始内容存档于2025-04-01） （英语）.
13. ↑  聯合新聞網. . 琅琅悅讀.   [2025-03-31]. （原始内容存档于2025-04-01） （中文（臺灣））.

## 外部連結
- 《夕陽西下》- TFAI-國家電影及視聽文化中心 （页面存档备份，存于）
- 《夕陽西下》- 開放博物館 （页面存档备份，存于）